# فرانكيس مارزو
فرانكيس مارزو (مواليد 7 سبتمير 1987م) هو لاعب كرة يد قطري كوبي المولد يلعب في مركز الظهير الأيسر في سبورتينغ كلاب ومنتخب قطر.

## روابط خارجية
- فرانكيس مارزو على موقع الاتحاد الأوروبي لكرة اليد (الإنجليزية)